# Stone the Crow
Stone the Crow est le premier single du groupe de heavy metal américain Down sorti en septembre 1995 pour leur premier album NOLA. Il a été classé numéro 40 sur les US Mainstream Rock Charts. Une vidéo a également été réalisée pour la chanson.

## Structure
Beaucoup plus léger que d'autres morceaux sur l'album, Stone the Crow sonne plus rock sudiste, et est souvent considérée comme l'une des chansons les plus populaires de Down. La piste commence par une introduction à la guitare propre et complexe qui porte tout au long de la chanson. Ceci est bientôt soutenu par une deuxième guitare et d'autres instruments. Le chant d'Anselmo démontre une technique plus clair contrairement aux chants habituellement plus brutaux. Les guitares saturées et les cymbales qui marquent les chœurs de la chanson...